# Hamden (Connecticut)
Hamden is een plaats (town) in de Amerikaanse staat Connecticut, en valt bestuurlijk gezien onder New Haven County. De bijnaam van Hamden luidt: The Land of the Sleeping Giant (de Sleeping Giant is een nabijgelegen heuvel).

## Demografie
Bij de volkstelling in 2000 werd het aantal inwoners vastgesteld op 56.913.
In 2006 is het aantal inwoners door het United States Census Bureau geschat op 57.841, een stijging van 928 (1,6%).

## Geografie
Volgens het United States Census Bureau beslaat de plaats een oppervlakte van
56,2 km², waarvan 54,8 km² land en 1,4 km² water. Hamden ligt op ongeveer 56 m boven zeeniveau.

## Geboren
- Ernest Borgnine (1917-2012), acteur
- Jaroslav Pelikan (1923-2006), theoloog en kerkhistoricus
- Jen Hudak (1986), freestyleskiester